# Al-Kantara (Algèria)
Al-Kantara ('el Pont') és un oasi d'Algèria a la part sud de l'Aurès, a 56 km al nord de Biskra. És un dels oasis africans més septentrionals i el formen tres pobles amb uns 3.500 habitants vers 1965.
El palmerar és molt dens i a la zona s'han trobat inscripcions romanes, corresponents a l'estació Ad Calcem Herculis dels itineraris. El nom el va agafar d'un pont romà que fou restaurat pels francesos el 1862, que creua la gorja anomenada Fumm al-Sahra ('Boca del Sàhara'), per on corre el uadi al-Kantara.